# Chiappa Rhino
O Chiappa Rhino é um revólver produzido pelo fabricante italiano Chiappa Firearms. A estrutura do Rhino é usinada por CNC a partir de um bloco sólido de liga de alumínio de alta resistência e todas as peças internas são usinadas em aço também por CNC.
Disponíveis para os cartuchos .357 Magnum/.38 Special, 9x19mm Parabellum, .40 S&W e 9×21mm, sua característica mais marcante é que o cano está em um eixo de muito mais baixo, já que o Rhino dispara da câmara mais baixa do cilindro em vez da câmara superior em revólveres convencionais.

## Detalhes do projeto
Projetado por Emilio Ghisoni e Antonio Cudazzo, o Rhino difere dos revólveres tradicionais de várias maneiras. Estilisticamente, lembra o design anterior de Ghisoni, o Mateba Autorevolver, e foi seu último design antes de sua morte em 2008.
Para reduzir o peso, a estrutura do Rhino é feita de "Zicral" (uma liga de alumínio), e o receptor é usinado em CNC a partir de um bloco sólido de alumínio de alta resistência. Praticamente todos os componentes também são usinados por CNC; este processo de fabricação produz um ajuste muito preciso com tolerâncias mínimas. Para modelos diferentes do "20D", o gatilho pode ser usado no modo de ação simples ou ação dupla. Apenas o modelo 20D de 2 polegadas vem em dupla ação (DAO).
A alavanca externa de engatilhar não é realmente um cão como na maioria dos revólveres. Em vez disso, é apenas uma alça de ligação usada para armar um cão interno e imediatamente volta ao lugar após a arma ser engatilhada, minimizando o número de peças externas móveis e massa recíproca. Uma característica adicional desta arma é, ao contrário da maioria dos revólveres, ela vem com um trilho acessório (exceto para os modelos de 2 e 3 polegadas), no qual lanternas táticas e miras a laser podem ser montadas. O revólver à base de alumínio está disponível em acabamentos anodizados que lembram o azulado tradicional, bem como uma versão semelhante a um acabamento de níquel químico conhecido como "White Rhino". Uma versão dourada foi exibida no SHOT Show de 2014.
Incomum entre os revólveres, o Rhino dispara da câmara mais baixa do cilindro em oposição à mais alta. O objetivo é reduzir o movimento da "boca" do cano alinhando o recuo diretamente no pulso do atirador, em vez de acima dele. Uma desvantagem desse design é que ele aumenta a distância vertical entre a linha de visão e o eixo do cano (altura de visão), o que significa que a arma terá um erro de paralaxe maior ao mirar de perto. Outra característica distintiva é que a seção transversal de seu cilindro é hexagonal (embora com cantos arredondados) em vez de circular; o objetivo é estreitar o perfil da arma em aplicações de porte velado.

## Variantes

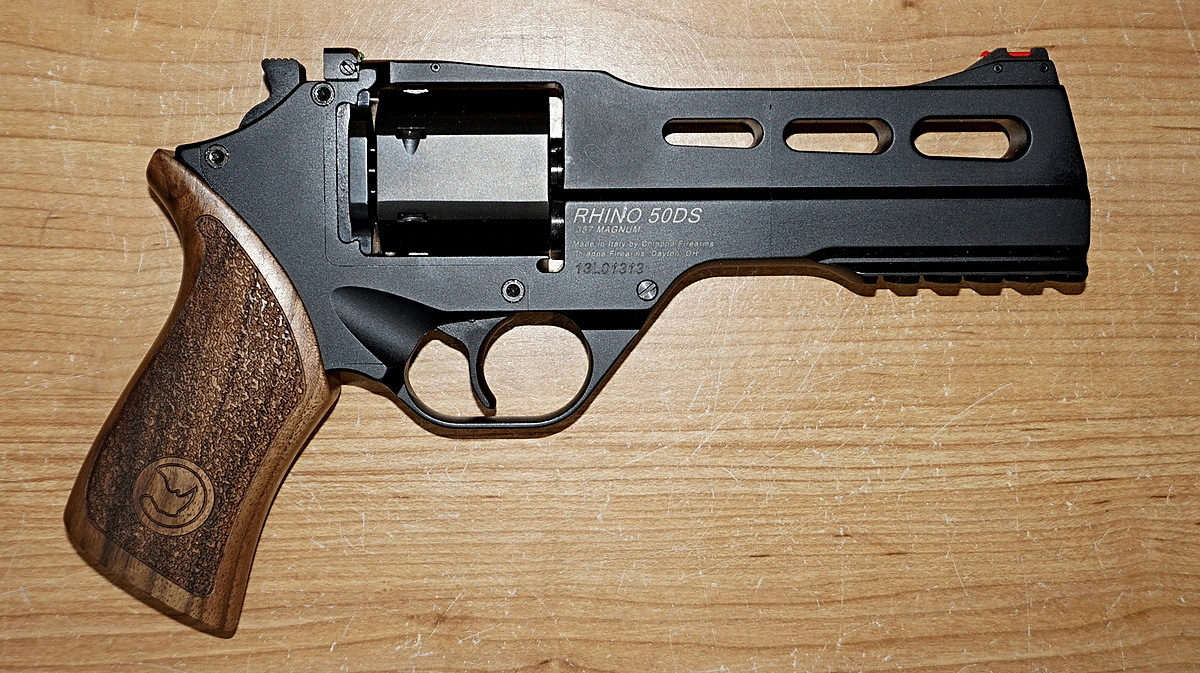
Um Chiappa Rhino 50DS.

A Chiappa fabrica o Rhino em vários tamanhos, comprimentos de cano, acabamentos e calibres, incluindo uma estrutura feita de polímero em vez de alumínio.
- POLYLITE 20DS com uma estrutura de polímero[12]
- 20D (cilindro de dupla ação de apenas 2 polegadas)[13]
- 20DS (cilindro de ação dupla / ação única de 2 polegadas)[4][14]
- 30DS (corpo de ação dupla / ação única de 3 polegadas)[15]
- 40DS (cilindro de ação dupla / ação única de 4 polegadas)[16][17]
- 50DS (cilindro de ação dupla / ação única de 5 polegadas)[18]
- 60DS (cilindro de ação dupla / ação única de 6 polegadas)[19]